# Жена фермера (фильм, 1928)
«Жена фермера» (англ. The Farmer’s Wife) — немой фильм режиссёра Альфреда Хичкока, снятый в 1928 году по одноимённой пьесе британского писателя, поэта и драматурга Идена Филлпоттса[en].

## Сюжет
Стареющий вдовец фермер Свитленд после замужества дочери остаётся один. Он решает жениться снова и привлекает к этому делу свою экономку. Какая же из трёх соседок станет женой фермера?..

## В ролях
- Джеймисон Томас — фермер Свитленд
- Лиллиан Холл-Дэвис — Араминта Денч, экономка
- Гордон Харкер — Чурдлз Эш, конюх
- Гибб МакЛафлин — Хенри Коукер
- Мод Гилл — Тирза Таппер
- Лу Поундс — вдова Уиндитт
- Ольга Слэйд — Мэри Херн, начальница почтового отделения
- Рут Мейтленд — Мерси Бассетт
- Антониа Бру — Сьюзен
- Хауард Уоттс — Дик Коукер
- Молли Эллис — Сибли Свитленд (нет в титрах)

## Съёмочная группа
- Режиссёр: Альфред Хичкок
- Сценаристы: Лесли Арлисс (нет в титрах), Альфред Хичкок (нет в титрах), Дж. Э. Хантер (нет в титрах), Норман Ли (нет в титрах), Иден Филлпоттс (пьеса), Элиот Стэннард (экранизация)
- Оператор: Джек Э. Кокс
- Художник: С. Уилфрид Арнольд
- Монтаж: Альфред Буф (нет в титрах)